# Brisbane Strikers FC
Brisbane Strikers FC – australijski klub piłkarski z siedzibą w Brisbane. W latach 1991–2004 zespół występował w krajowej lidze National Soccer League (NSL), zdobywający tytuł mistrzowski w sezonie 1996–97. Po rozwiązani NSL Brisbane Strikers złożyło wniosek o grę w A-League, jednak Football Federation Australia odrzuciło ofertę klubu z Brisbane. Obecnie Brisbane Strikers występuje w National Premier Leagues Queensland, następczyni Queensland State League.

## Osiągnięcia

### Krajowe
- Mistrz NSL (1): 1997

### Stanowe
- Zwycięzca ligi Queensland State League (1): 2009